# Băgaciu
Băgaciu (Szászbogácsen hongrois, Bogeschdorf en allemand, Bogeschterf en dialecte saxon) est une commune roumaine du județ de Mureș, dans la région historique de Transylvanie et dans la région de développement du Centre.

## Géographie
La commune de Băgaciu est située dans le sud du județ, à la limite avec le județ de Sibiu, sur la rivière Bedeu, affluent de la rive droite de la Târnava Mică, dans les collines de la Târnava Mică (Dealurile Târnavei Mici), à 10 km au sud-est de Târnăveni et à 42 km au sud-ouest de Târgu Mureș, le chef-lieu du județ.
La municipalité est composée des deux villages suivants (population en 2002) :
- Băgaciu (1 342), siège de la municipalité ;
- Deleni (1 247).

## Histoire
La première mention écrite du village date de 1351 sous le nom de Bakach. Le village a été fondé par des colons allemands au Moyen Âge.
La commune de Băgaciu a appartenu au royaume de Hongrie, puis à l'empire d'Autriche et à l'Empire austro-hongrois.
En 1876, lors de la réorganisation administrative de la Transylvanie, a été rattachée au comitat de Kis-Küküllő dont le chef-lieu était la ville de Târnăveni.
La commune de Băgaciu a rejoint la Roumanie en 1920, au traité de Trianon, lors de la désagrégation de l'Autriche-Hongrie. Elle a été de nouveau occupée par la Hongrie de 1940 à 1944. Elle est redevenue roumaine en 1945.

## Politique
| Parti | Parti                                           | Sièges |
| ----- | ----------------------------------------------- | ------ |
|       | Parti social-démocrate (PSD)                    | 6      |
|       | Union démocrate magyare de Roumanie (UDMR)      | 3      |
|       | Parti populaire hongrois de Transylvanie (PPMT) | 1      |
|       | Parti national libéral (PNL)                    | 1      |

## Démographie
| Année | Roumains | Hongrois | Allemands | Roms  |
| ----- | -------- | -------- | --------- | ----- |
| 1900  | 24,95    | 36,30    | 29,39     | -     |
| 1930  | 28,49    | 36,27    | 26,63     | 8,44  |
| 2002  | 32,98    | 33,68    | 0,65      | 32,67 |
| 2011  | 34,51    | 29,70    |           | 31,16 |

En 2002, la composition religieuse de la commune était la suivante :
- Chrétiens orthodoxes, 56,31 % ;
- Unitariens, 30,01 % ;
- Adventistes du septième jour, 4,67 % ;
- Chrétiens évangéliques, 3,32 % ;
- Réformés, 2,47 %.

## Économie
L'économie de la commune repose sur l'agriculture (viticulture notamment), l'élevage et l'extraction de gaz naturel.

## Lieux et monuments
- Băgaciu, église fortifiée des XIVe siècle et XVe siècle, clocher massif, porche gothique, enceinte fortifiée avec trois tours.

- Băgaciu, maison Johann Schuller de 1773 ins crite aux Monuments historiques.

- Deleni, église unitarienne de 1699.

- Deleni, ruines d'un château fort du XIIIe siècle.